# دوغلاس سميث (سياسي)
دوغلاس سميث هو سياسي أمريكي، ولد في 11 ديسمبر 1946 في Dover-Foxcroft, Maine ‏ في الولايات المتحدة. نشط حزبياً في Maine Republican Party ‏ والحزب الجمهوري. وقد انتخب عضو مجلس نواب مين ‏ وانتخب عضو مجلس ولاية مين ‏.